# Улица Этнас
Улица Э́тнас (латыш. Etnas iela) — улица в Риге, в Видземском предместье, в микрорайоне Браса. Начинается от улицы Сенчу, проходит в северо-восточном направлении и заканчивается тупиком.
Длина улицы — 284 метра. На бо́льшей части имеет асфальтовое покрытие, но дальняя часть улицы не замощена. Застроена многоэтажными домами, в том числе сохранилось несколько 4-этажных зданий, построенных в 1930-е годы. Общественный транспорт по улице не курсирует.

## История
Название новоустроенной улице было присвоено 1 мая 1930 года. Оно происходит от находившейся рядом металлообрабатывающей (позднее стекольной) фабрики «Этна», названной, в свою очередь, в честь известного вулкана. Переименований улицы не было.

## Прилегающие улицы
Улица Этнас пересекается со следующими улицами:
- Улица Сенчу
- Улица Индрану
- Улица Силмачу